# Absolute Music 26
Absolute Music 26 er en kompilation i serien Absolute Music udgivet den 10. maj 2001.

## Spor
1. Rollo & King – "Der Står Et Billed Af Dig På Mit Bord"
2. DJ Encore – "I See Right Through To You"
3. Safri Duo – "Played-A-Live (The Bongo Song)"
4. Dido – "Here With Me"
5. Gorillaz – "Clint Eastwood"
6. Emma Bunton – "What Took You So Long?"
7. Atomic Kitten – "Whole Again"
8. Erann DD – "Still Believing"
9. Texas – "Inner Smile"
10. Roxette – "The Center Of The Heart (Is A Suburb To The Brain)"
11. Tim Christensen – "Love Is A Matter Of ..."
12. Blå Øjne – "Hos Dig (Er Jeg Alt)"
13. Backstreet Boys – "The Call"
14. U2 – "Stuck In A Moment You Can't Get Out Of"
15. Westlife – "I Lay My Love On You"
16. Me & My – "Sleeping My Day Away"
17. Bikini – "Do You Always"
18. Infernal – "Sunrise"